# Goražde
Goražde  (pronunțat [ɡǒraʒde]) este un oraș și centru administrativ al Cantonului Bosnia-Podrinje Goražde din Federația Bosniei și Herțegovinei, o entitate din Bosnia și Herțegovina. Este situat pe malul râului Drina. În 2013, avea o populație de 20.897 de locuitori. 

## Locație
Goražde este situat pe malul râului Drina în sud-estul Bosniei (vezi hărțile). Orașul se află la poalele versantului estic al muntelui Jahorina, la o înălțime de 345 de metri deasupra nivelului mării. Așezarea este situată pe terasa aluviala, pe o vale largă, formată prin eroziunea râului Drina. Valea este mărginită la sud-est de Biserna (701 de metri), la sud de Samari (696 de metri), la sud-vest de Misjak (618 de metri), la vest de Gubavica (410 de metri) și la nord de Povrsnica (420 de metri deasupra nivelului mării). 
Râul Drina curge între acestea și alte câteva dealuri. Valea sa care, din cele mai vechi timpuri, a făcut parte din traseul care mergea de la mare spre continent (Dubrovnik – Trebinje – Gacko – Foča – valea Drinei), este principala arteră a traficului din regiunea de sud-est a Bosniei. La Goražde, acest drum întâlnește un altul care vine dinspre Sarajevo și din Bosnia centrală prin pasul Muntelui Jabuka, coborând pe valea Drinei și continuând apoi spre Plevlje. 

## Istorie

### Perioada medievală

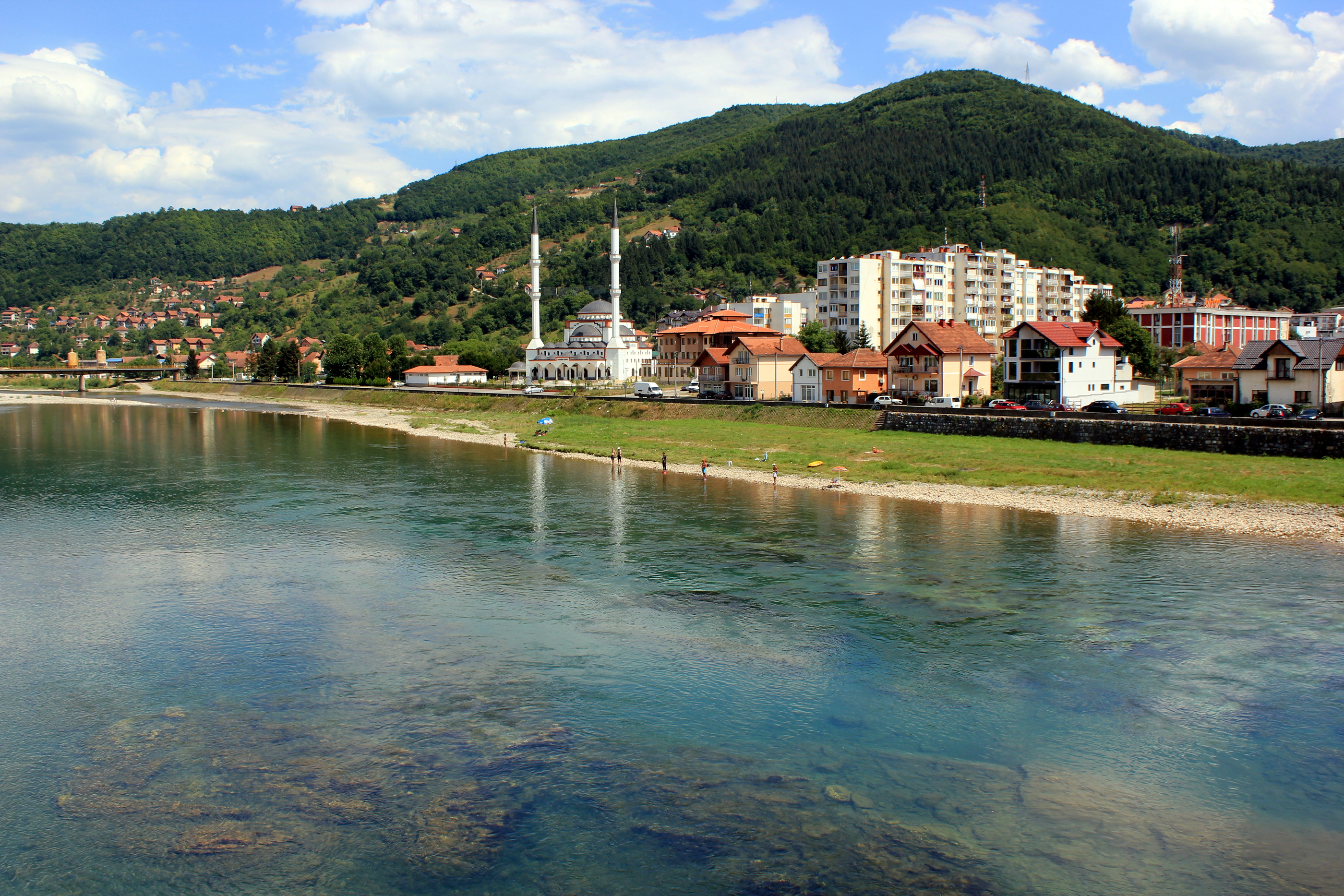
Râul Drina la Goražde.

Împreună cu Gornje Podrinje, Goražde a făcut parte din vechiul stat sârb înainte de 1376, când a fost lipit statului bosniac sub domnia regelui Tvrtko. După moartea lui Tvrtko, orașul a fost condus de ducii de Hum, printre care cel mai cunoscut a fost Herzog (ducele) Stjepan Vukčić Kosača. 
În 1379, Goražde a fost menționată pentru prima dată ca o așezare comercială și în 1444 ca cetate. Originea numelui orașului pare să provină de la cuvântul slavon „gorazd”. 
Piața Goražde a devenit bine cunoscută în 1415, când comercianții din Dubrovnik au avut relații comerciale intense cu aceasta. 

### Stăpânirea otomană
Turcii au preluat definitiv Goražde în 1465, iar locul a început să aibă caracteristici orientale. În 1477 erau patru mahalle (palate) în oraș. În perioada 1550-1557, Mustafa Sokolovic a construit un pod de piatră peste Drina și un caravanserai. 
În timpul guvernării otomane, Goražde a fost un centru comercial important, fiind la răscrucea de drumuri a celor două căi importante: spre Bosnia și Dubrovnik.   
Două moschei construite de beii Sijercic datează din secolul al XVIII-lea. În apropiere de Goražde se află vechea Biserică Bogomil, care sub stăpânirea otomană a fost convertită în Biserica Ortodoxă a Sfântului Gheorghe, construită în 1454 de Ștefan Vukčić Kosača pentru soția sa. Tipografia Goražde, atașată bisericii, a funcționat acolo din 1519 până în 1521. Aceasta a fost prima tipografie înființată în Bosnia și Herțegovina și a doua din Balcani. 
Declinul orașului Goražde în secolul al XVIII-lea și prima jumătate a secolului al XIX-lea este atribuit, printre altele, ciumei. Până la mijlocul secolului al XIX-lea, Goražde a făcut parte din Sangeacul Herțegovina, când a devenit parte a Sangeacului din Sarajevo. 

### Stăpânirea austriacă
Perioada ocupației austro-ungare a fost marcată de declinul lui Goražde, cu toate că a existat în același timp o anumită ascensiune. Datorită poziției sale geografice la graniță, Goražde a fost în timpul Primului Război Mondial una dintre forțele principale ale Austro-Ungariei folosite împotriva Serbiei și Muntenegrului. 

### Iugoslavia
În Iugoslavia de dinainte de război, Goražde, nefiind decât un oraș de frontieră, avea condiții normale în care să se dezvolte și să prospere. 
În 1941, trupele germane au intrat în oraș după un atac aerian pe 17 aprilie. Mai târziu, acolo au fost staționate și trupe italiene. 
Armata de Eliberare Națională a preluat orașul pentru prima dată pe 27 ianuarie 1942 și a rămas acolo până în luna mai a aceluiași an. În această perioadă s-au format comitete de eliberare națională pentru orașul districtului Goražde pe baza Stipulărilor de la Foča. În același timp, Goražde era sediul armatei naționale de eliberare pentru Bosnia de Est. La începutul lunii martie, 1942, comandantul-șef, Mareșalul Iosip Broz Tito a rămas la Goražde. Goražde a mai fost eliberat de două ori, în 1943 și 1944, iar la 6 martie 1945 a fost eliberat definitiv de ocupație. 
Masacrele cetnicilor împotriva croaților etnici și bosniaci în decembrie 1941 - ianuarie 1942 au provocat moartea a aproximativ 2.050 de civili. 
Compoziția populației Goražde poate fi urmărită din timpurile ocupației austro-ungare. Locuitorii ortodocși sunt originari din Stari Vlah în Sandzak, din Brda în Muntenegru, Herțegovina și Serbia de Sud. Populația a început să crească în Goražde și în împrejurimile sale în secolul al XVII-lea. 
De la sfârșitul războiului până în 1961, un număr considerabil de noi grupuri de familii au ajuns să trăiască în Goražde din satele vecine și din alte locuri îndepărtate, fiind atrase de creșterea economică a orașului Goražde. Conform recensământului din 1961, Goražde avea 8.812 locuitori. 
Înainte de al doilea război mondial industria din Goražde cuprindea în principal comerțul cu amănuntul și, într-o anumită măsură, comerțul cu ridicata, industria de catering, artizanatul, transportul. În timpul ocupației, din 1941-1945, industria a fost distrusă și, de asemenea, aproximativ 45% din casele existente. 
De atunci industria din Goražde s-a dezvoltat sistematic, principalele sale ramuri fiind producția, construcția, transportul, comerțul și meșteșugurile. În 1981, PIB-ul orașului Gorazde a fost 70% din media iugoslavă.
După cel de-al doilea război mondial a început o nouă perioadă, marcată de o ascensiune socială și economică imensă. Au fost fondate o serie de noi întreprinderi industriale, dintre care cea mai semnificativă este fabrica de azot. 

### Războiul din Bosnia

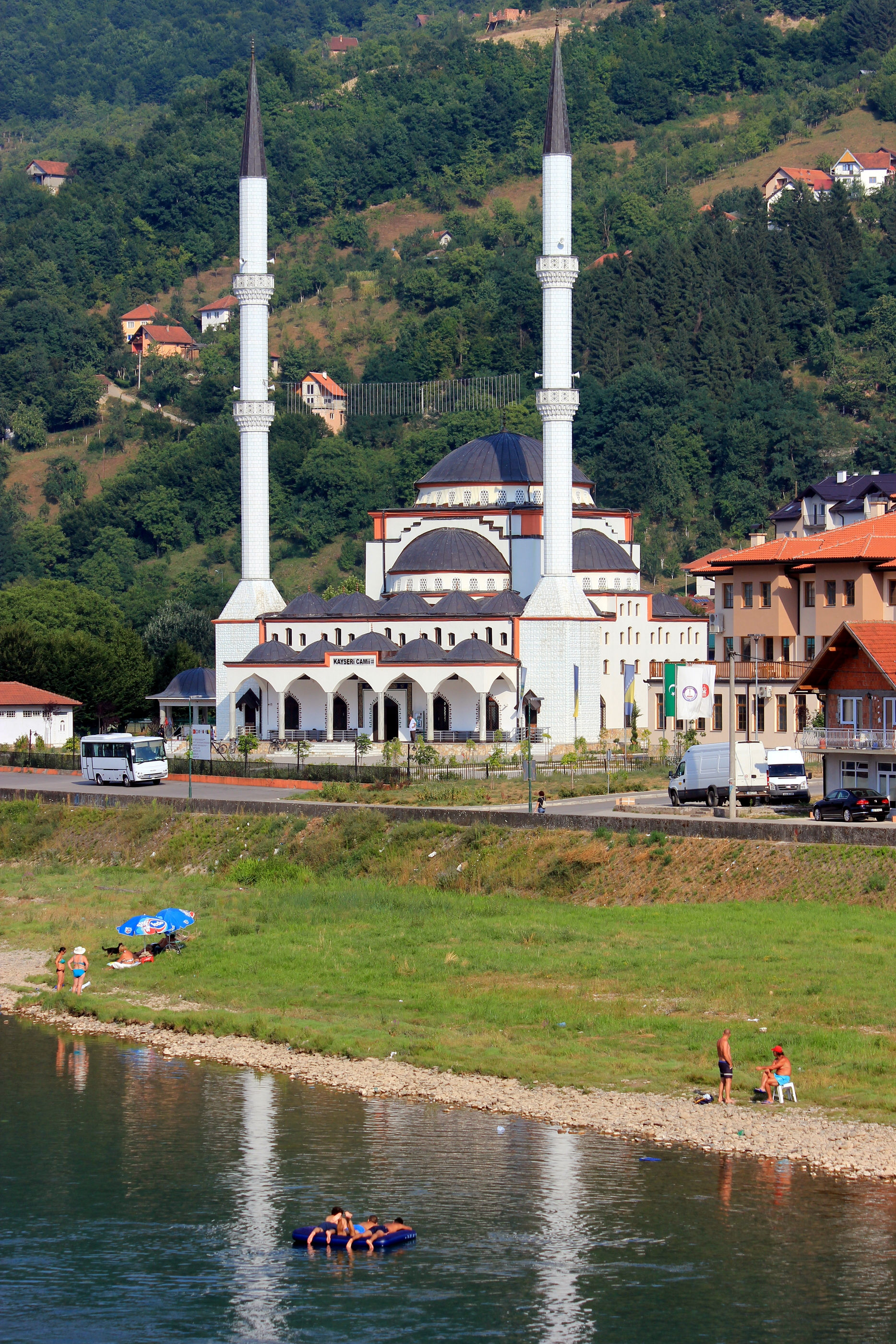
Moscheea din Goražde

Din 1992 până în 1995, în timpul războiului din Bosnia, Goražde a fost una dintre cele șase enclave bosniace, împreună cu Srebrenica și Žepa, înconjurate și asediate de armata sârbă bosniacă. În aprilie 1993 a fost transformată într-o zonă sigură a Organizației Națiunilor Unite, în care ONU trebuia să descurajeze atacurile asupra populației civile. Între 30 martie și 23 aprilie 1994, sârbii au lansat o ofensivă majoră împotriva orașului. După atacurile aeriene împotriva tancurilor și avanposturilor sârbe și un ultimatum NATO, forțele sârbe au acceptat să-și retragă artileria și vehiculele blindate la 20 km  depărtare față  de oraș. În 1995, a fost din nou vizat de sârbii bosniaci, care au ignorat ultimatumul și au lansat un atac asupra posturilor de pază ale ONU. Aproximativ 350 de militari ai ONU au fost luați ostatici, dar oamenii rămași de la Royal Welch Fusiliers, care erau deja staționați acolo și trupele bosniace de consolidare au împiedicat sârbii bosniaci să preia orașul. A evitat soarta orașului Srebrenica, unde sârbii bosniaci au continuat atacul și masacrul după prima încercare eșuată.
După Acordul de la Dayton, a fost stabilit un coridor sanitar între Goražde și Federație.
În 1994, comuna Novo Goražde a fost creată prin împărțirea comunei preexistente Goražde între Republica Srpska și Federația Bosniei și Herțegovinei prin Acordul de la Dayton. Denumirea inițială a comunei a fost Srpsko Goražde („Goražde sârbesc”), dar în 2004 numele a fost declarat neconstituțional și a fost temporar schimbat în Ustiprača. Numele actual a fost adoptat un an mai târziu, în 2005.

## Așezări
| - Ahmovići - Baćci - Bahovo - Bakije - Bare - Bašabulići - Batkovići - Bezmilje - Biljin - Blagojevići - Bogdanići - Bogušići - Borak Brdo - Borova - Borovići - Bošanje - Boškovići - Brajlovići - Bratiš - Brekovi - Brezje - Brijeg - Bučje - Budići - Butkovići - Butkovići Ilovača - Crvica - Čitluk - Čovčići - Čurovi - Ćatovići - Ćehajići - Deševa - Donja Brda - Donja Bukvica - Donje Selo - Donji Bogovići - Dragolji - Dragovići - Dučići - Džindići - Džuha - Đakovići - Faočići - Gaj - Glamoč - Gočela - Gojčevići - Goražde - Gornja Brda | - Gornja Bukvica - Gornji Bogovići - Grabovik - Gradac - Gunjačići - Gunjevići - Gusići - Guskovići - Hadžići - Hajradinovići - Hladila - Hrančići - Hrid - Hrušanj - Hubjeri - Ilino - Ilovača - Jabuka - Jagodići - Jarovići - Kalac - Kamen - Kanlići - Karauzovići - Karovići - Kazagići - Knjevići - Kodžaga Polje - Kola - Kolijevke - Kolovarice - Konjbaba - Konjevići - Kosače - Kostenik - Kovači - Kraboriš - Krašići - Kreča - Kučine - Kušeši - Kutješi - Laleta - Lukarice - Ljeskovik - Markovići - Mašići - Milanovići - Mirvići | - Mirvići na Podhranjenu - Morinac - Mravi - Mravinjac - Mrkovi - Nekopi - Nevorići - Novakovići - Odžak - Orahovice - Oručevac - Osanica - Osječani - Ostružno - Ozrenovići - Paraun - Perjani - Pijestina - Pijevac - Plesi - Podhomara - Podhranjen - Podkozara Donja - Podkozara Gornja - Podmeljine - Poratak - Potrkuša - Pribjenovići - Prisoje - Prolaz - Pršeši - Radići - Radijevići - Radmilovići - Radovovići - Raškovići - Ratkovići - Rešetnica - Ropovići - Rosijevići - Rusanj - Sedlari - Seoca - Sijedac - Skravnik - Slatina - Sofići - Sopotnica - Spahovići - Surovi | - Šabanci - Šašići - Šehovići - Šemihova - Šovšići - Šućurići - Trebeševo - Tupačići - Uhotići - Ušanovići - Ustiprača - Utješinovići - Vitkovići - Vlahovići - Vlajčići - Vraneši - Vranići - Vranpotok - Vrbica - Vremci - Vučetići - Zabus - Zakalje - Zapljevac - Završje - Zemegresi - Zidine - Zorlaci - Zorovići - Zubovići - Zubovići u Oglečevi - Zupčići - Žigovi - Žilići - Žitovo - Živojevići - Žuželo |

## Date demografice

### Populație
| Populația așezărilor - comuna Goražde | Populația așezărilor - comuna Goražde | Populația așezărilor - comuna Goražde | Populația așezărilor - comuna Goražde | Populația așezărilor - comuna Goražde | Populația așezărilor - comuna Goražde | Populația așezărilor - comuna Goražde |
| ------------------------------------- | ------------------------------------- | ------------------------------------- | ------------------------------------- | ------------------------------------- | ------------------------------------- | ------------------------------------- |
|                                       | Așezare                               | 1961.                                 | 1971.                                 | 1981.                                 | 1991.                                 | 2013.                                 |
|                                       | Total                                 | 31303                                 | 34685                                 | 36924                                 | 37505                                 | 20897                                 |
| 1                                     | Bacci                                 |                                       |                                       |                                       | 1421                                  | 1.120                                 |
| 2                                     | Bogušići                              |                                       |                                       |                                       | 295                                   | 244                                   |
| 3                                     | Budici                                |                                       |                                       |                                       | 388                                   | 324                                   |
| 4                                     | Čovčići                               |                                       |                                       |                                       | 356                                   | 250                                   |
| 5                                     | Ducici                                |                                       |                                       |                                       | 277                                   | 273                                   |
| 6                                     | Gorazde                               |                                       | 9482                                  | 13022                                 | 16273                                 | 12512                                 |
| 7                                     | Grabovik                              |                                       |                                       |                                       | 284                                   | 239                                   |
| 8                                     | Mravinjac                             |                                       |                                       |                                       | 387                                   | 249                                   |
| 9                                     | Potrkuša                              |                                       |                                       |                                       | 144                                   | 237                                   |
| 10                                    | Sedlari                               |                                       |                                       |                                       | 391                                   | 211                                   |
| 11                                    | Vitkovići                             |                                       |                                       |                                       | 1.080                                 | 942                                   |
| 12                                    | Zupčići                               |                                       |                                       |                                       | 792                                   | 382                                   |

### Compoziție etnică
Populația din Goražde, după etnie, conform recensămintelor din 1971, 1981, 1991 și 2013 este următoarea:
|              | 2013.           | 1991.           | 1981.           | 1971.          |
| Total        | 12.512 (100,0%) | 16.273 (100,0%) | 13.022 (100,0%) | 9.482 (100,0%) |
| bosniaci     |                 | 9.568 (58,80%)  | 6.746 (51.80%)  | 5.266 (55,54%) |
| sârbi        |                 | 5.584 (34,31%)  | 4.376 (33,60%)  | 3.675 (38,76%) |
| iugoslavi    |                 | 663 (4,074%)    | 1.495 (11,48%)  | 100 (1.055%)   |
| Alții        |                 | 396 (2.433%)    | 83 (0,637%)     | 55 (0,580%)    |
| croați       |                 | 62 (0,381%)     | 75 (0,576%)     | 133 (1.403%)   |
| muntenegreni |                 |                 | 198 (1.521%)    | 212 (2.236%)   |
| albanezi     |                 |                 | 23 (0,177%)     | 17 (0,179%)    |
| macedoneni   |                 |                 | 13 (0,100%)     | 10 (0,105%)    |
| sloveni      |                 |                 | 13 (0,100%)     | 14 (0,148%)    |

|              | 2013.           | 1991.           | 1981.           | 1971.           | 1961.           |
| Total        | 20.897 (100,0%) | 37.573 (100,0%) | 36.924 (100,0%) | 34.685 (100,0%) | 31.303 (100,0%) |
| bosniaci     | 19.692 (94,23%) | 26.296 (69,99%) | 25.142 (68,09%) | 24.544 (70,76%) | 19.305 (61,67%) |
| sârbi        | 707 (3.383%)    | 9.843 (26,20%)  | 9.107 (24,66%)  | 9.293 (26,79%)  | 9.569 (30.57%)  |
| Alții        | 475 (2.273%)    | 565 (1.504%)    | 153 (0,414%)    | 115 (0,332%)    | 614 (1,96%)     |
| croați       | 23 (0,110%)     | 80 (0,213%)     | 99 (0,268%)     | 179 (0,516%)    | 314 (1,00%)     |
| iugoslavi    |                 | 789 (2.100%)    | 2.017 (5.463%)  | 168 (0,484%)    | 1.501 (4,80%)   |
| muntenegreni |                 |                 | 243 (0,658%)    | 280 (0,807%)    |                 |
| rromi        |                 |                 | 89 (0,241%)     | 38 (0,110%)     |                 |
| albanezi     |                 |                 | 41 (0,111%)     | 26 (0,075%)     |                 |
| sloveni      |                 |                 | 17 (0,046%)     | 30 (0,086%)     |                 |
| macedoneni   |                 |                 | 16 (0,043%)     | 12 (0,035%)     |                 |

## Mediul înconjurător

### Mediul natural
Regiunea înconjurătoare din Goražde este compusă din ardezie paleozoică, gresie, carbon. Dealurile sunt în cea mai mare parte rotunjite și cu pante blânde. Cele mai înalte sunt compuse din calcar. Goražde cu împrejurimile sale au în principal o climă montană. Temperatura medie anuală a aerului este de 10,8°C, iar precipitațiile sunt distribuite în mod uniform pe tot parcursul anului. Orașul primește apă de la șase izvoare. O parte a locuitorilor scot apă potabilă din fântâni obișnuite. Construcția unui sistem de alimentare cu apă a început în 1962, începând cu izvorul din Cajnice, la 16,5 kilometri (10,3 mi) de Goražde. 
Râul Drina a avut o importanță mare pentru fondarea și dezvoltarea orașului Goražde. Cele mai mari inundații înregistrate începând cu secolul al XVIII-lea s-au produs în 1677, 1731, 1737, 1896, 1911, 1922, 1952, 1974 și 2010. 

### Mediu construit
Principala caracteristică a amenajării și a tipului de oraș este forma alungită de-a lungul drumului Ustipraca - Foča. Din 1465 până în 1878 Goražde a făcut parte din Imperiul Otoman. În secolele al XVIII-lea și al XIX-lea, Goražde a fost locuită de comunități musulmane și ortodoxe. Înainte de al doilea război mondial au existat două părți separate: musulmană și ortodoxă. Astăzi această diviziune nu mai există. După al doilea război mondial, orașul a început să se extindă și să fie modernizat, s-au construit străzi noi, s-au construit clădiri publice și rezidențiale în centru și la periferie. Din 1945 până în 1961, au fost construite 1130 de apartamente și 680 de case particulare. În 1961 erau 616 clădiri în total în oraș. 

## Climat
| Date climatice pentru Goražde (1961–1990)                 | Date climatice pentru Goražde (1961–1990) | Date climatice pentru Goražde (1961–1990) | Date climatice pentru Goražde (1961–1990) | Date climatice pentru Goražde (1961–1990) | Date climatice pentru Goražde (1961–1990) | Date climatice pentru Goražde (1961–1990) | Date climatice pentru Goražde (1961–1990) | Date climatice pentru Goražde (1961–1990) | Date climatice pentru Goražde (1961–1990) | Date climatice pentru Goražde (1961–1990) | Date climatice pentru Goražde (1961–1990) | Date climatice pentru Goražde (1961–1990) | Date climatice pentru Goražde (1961–1990) |
| Luna                                                      | Ian                                       | Feb                                       | Mar                                       | Apr                                       | Mai                                       | Iun                                       | Iul                                       | Aug                                       | Sep                                       | Oct                                       | Nov                                       | Dec                                       | Anual                                     |
| --------------------------------------------------------- | ----------------------------------------- | ----------------------------------------- | ----------------------------------------- | ----------------------------------------- | ----------------------------------------- | ----------------------------------------- | ----------------------------------------- | ----------------------------------------- | ----------------------------------------- | ----------------------------------------- | ----------------------------------------- | ----------------------------------------- | ----------------------------------------- |
| Maxima medie °C (°F)                                      | 2.6 (36,7)                                | 7.0 (44,6)                                | 12.5 (54,5)                               | 17.0 (62,6)                               | 22.1 (71,8)                               | 25.0 (77)                                 | 27.4 (81,3)                               | 27.4 (81,3)                               | 23.6 (74,5)                               | 17.2 (63)                                 | 9.5 (49,1)                                | 3.4 (38,1)                                | 16,2 (61,2)                               |
| Media zilnică °C (°F)                                     | −1 (30,2)                                 | 1.8 (35,2)                                | 5.8 (42,4)                                | 10.1 (50,2)                               | 14.5 (58,1)                               | 17.4 (63,3)                               | 19.0 (66,2)                               | 18.7 (65,7)                               | 15.4 (59,7)                               | 10.3 (50,5)                               | 5.0 (41)                                  | 0.4 (32,7)                                | 9,8 (49,6)                                |
| Minima medie °C (°F)                                      | −4.7 (23,5)                               | −2.8 (27)                                 | −0.4 (31,3)                               | 3.2 (37,8)                                | 7.5 (45,5)                                | 11.1 (52)                                 | 12.3 (54,1)                               | 12.0 (53,6)                               | 9.6 (49,3)                                | 5.5 (41,9)                                | 0.9 (33,6)                                | −2.8 (27)                                 | 4,3 (39,7)                                |
| Minima istorică °C (°F)                                   | −23.5 (−10.3)                             | −20 (−4.0)                                | −15 (5)                                   | −5 (23)                                   | −2 (28,4)                                 | 0.0 (32)                                  | 4.5 (40,1)                                | 3.0 (37,4)                                | −2 (28,4)                                 | −6 (21,2)                                 | −16 (3,2)                                 | −19 (−2.2)                                | −23,5 (−10,3)                             |
| Precipitații mm (inches)                                  | 55.2 (2.173)                              | 52.9 (2.083)                              | 51.6 (2.031)                              | 66.9 (2.634)                              | 70.6 (2.78)                               | 80.0 (3.15)                               | 63.1 (2.484)                              | 67.2 (2.646)                              | 68.2 (2.685)                              | 67.8 (2.669)                              | 85.1 (3.35)                               | 71.6 (2.819)                              | 800,0 (31,496)                            |
| Umiditate [%]                                             | 89.7                                      | 87.2                                      | 83.7                                      | 80.7                                      | 80.1                                      | 80.5                                      | 79.3                                      | 80.6                                      | 83.6                                      | 87.7                                      | 89.1                                      | 90.4                                      | 84,4                                      |
| Nr. de zile cu precipitații (≥ 0.1 mm)                    | 9.7                                       | 10.3                                      | 10.2                                      | 11.9                                      | 11.2                                      | 12.7                                      | 9.1                                       | 8.2                                       | 8.8                                       | 8.3                                       | 11.0                                      | 11.8                                      | 123,2                                     |
| Nr. mediu de zile cu ninsoare (≥ 1.0 cm)                  | 17.0                                      | 11.9                                      | 3.3                                       | 0.3                                       | 0.0                                       | 0.0                                       | 0.0                                       | 0.0                                       | 0.0                                       | 0.1                                       | 3.2                                       | 12.7                                      | 48,6                                      |
| Sursă: Institutul Meteorologic al Bosniei și Herțegovinei |                                           |                                           |                                           |                                           |                                           |                                           |                                           |                                           |                                           |                                           |                                           |                                           |                                           |

## În literatură
Asediul orașului Goražde din 1992–1995 este subiectul mai multor cărți, dintre care două sunt disponibile și în limba engleză; ambele subliniază amestecul de brutalitate și de umanitate care a punctat epoca. Cartea Not My Turn to Die de Savo Heleta este scrisă de un supraviețuitor care a fost un adolescent sârb-bosniacă a cărui familie a ajuns brusc sub bombardamentele sârbe dar și sub suspiciunea că este de etnie sârbă într-un orașul majoritar bosniac.  Safe Area Gorazde este un roman grafic premiat scris de Joe Sacco, un reporter care a vizitat orașul asediat de mai multe ori în perioada respectivă.
O altă carte care se concentrează foarte mult pe zona Goražde este No Escape Zone, scrisă de Nick Richardson. Richardson este un fost pilot britanic al Fleet Air Arm, care a fost doborât în regiunea Goražde în cadrul unei misiuni de bombardament al NATO. El a petrecut câteva săptămâni în interiorul orașului și povestește despre condițiile cu care s-au confruntat zilnic  rezidenții și forțele ONU.
Alte cărți, scrise în sârbo-croată sunt  Goraždanske Godine (Fahrudin Bečić, Compact-E, 1996), Biti svjedok istine (Ahmet Sejdić, Info-grafika, 1996), Ratni Dnevnik Goražde 1992. - 1995. (Sarajlić Tarik, Smail Sarajlić, 1998), Teror nad Srbima u Goraždu (Nikola Heleta, Svet knjige, Beograd, 1999) și Goražde '92 -'95. Stradanje Srba (Nikola Heleta, Centar za istraživanje zločina nad srpskim narodom, Beograd, 1996). 

## Relații internaționale

### Orașe gemene - orașe surori
Goražde este înfrățit cu: 
- Șahinbey Arhivat în 15 aprilie 2011, la Wayback Machine., Turkey.
- Kecioren, Turkey.
- Gungoren, Turkey.
- Mettmann, Germany.
- Gera, Germany.
- Saint Brieuc, France.
- Sesto San Giovanni, Italy.
- Maragheh, Iran,[17]

## Personalități
- Admir Raščić, jucător de fotbal
- János Vitéz, umanist renascentist, episcop al Diecezei de Oradea Mare, apoi arhiepiscop al Arhidiecezei de Esztergom (1445-1465)
- Isak Samokovlija, scriitor
- Miroslav Radović, jucător de fotbal
- Anabela Atijas, cântăreață
- Kasim Kamenica, jucător de handbal și antrenor
- Džejla Ramović, cântăreață
- Stjepan Vukčić Kosača, ultimul rege al Bosniei
- Rade Jovanović, colecționar și compozitor de muzică populară
- Elvir Laković Laka, cântăreț

## Vezi si
- Federația Bosniei și Herțegovinei
- Lista orașelor din Bosnia și Herțegovina
- Organizarea administrativă a Bosniei și Herțegovinei
- Cantonul Podrinje Bosniac
- Nezuci
- Comunele Bosniei și Herțegovinei ‎
- Zona sigură Goražde
- Mucenicii Drinei (Drinske mučenice)